# Carolyn Schuler
Carolyn Schuler (n. 5 ianuarie 1943, California, SUA – d. 22 iulie 2024) a fost o înotătoare americană, medaliată olimpică. A participat la o ediție a Jocurilor Olimpice (1960) în care a câștigat 3 medalii de aur.